# Synagoga w Łodzi (ul. Staro-Brzezińska 36)
Synagoga w Łodzi – prywatny dom modlitwy znajdujący się w Łodzi przy ulicy Staro-Brzezińskiej 36.
Synagoga została zbudowana w 1901 roku. Podczas II wojny światowej hitlerowcy zdewastowali synagogę.